# Колесники (Овруцький район)
Колесники́ — колишнє село в Україні, Овруцькому районі Житомирської області. Населення становить 10 осіб.
Внаслідок Чорнобильської катастрофи 1986 року село входить до зони безумовного (обов'язкового) відселення.
Зняте з обліку 23 квітня 2008 року. Центр Колесниківської сільради перенесено до села Личмани.